# Canté
Canté är en kommun i departementet Ariège i regionen Occitanien i södra Frankrike. Kommunen ligger  i kantonen Saverdun som ligger i arrondissementet Pamiers. År 2022 hade Canté 212 invånare.

## Befolkningsutveckling
Antalet invånare i kommunen Canté
Referens: INSEE